# وان پی‌ان‌سی پلازا
وان پی‌ان‌سی پلازا یک آسمان‌خراش واقع در پنسیلوانیا، ایالات متحده آمریکا می‌باشد؛ و ۱۹۷۲ به پایان رسید. تعداد طبقاتش ۳۰ است.